# Merlin Hanbury-Tracy
Merlin Charles Sainthill Hanbury-Tracy (ur. 17 czerwca 1939, zm. 5 września 2022) – brytyjski arystokrata i polityk, syn kapitana Michaela Hanbury-Tracy'ego. Tytuł barona odziedziczył po śmierci swojego kuzyna Richarda w 1941 r., mając zaledwie 2 lata.

## Życiorys
Ojciec Merlina walczył we Francji w szeregach Gwardii Szkockiej (Scots Guards) i zmarł z ran odniesionych pod Dunkierką. Dziadek Merlina, porucznik Felix Hanbury-Tracy, również oficer Gwardii Szkockiej, zginął atakując niemieckie pozycje pod Fromelles 19 grudnia 1914 r. Lord Sudeley podążył w ich ślady i swoją służbę wojskową odbył również w szeregach Gwardii Szkockiej. Wykształcenie odebrał w Eton College i w Worcester College w Oksfordzie. Podczas studiów proponowano mu rolę tutora władcy Maroka Hassana II. Sudeley miał uczyć monarchę polować, pływać i strzelać. Lord Sudeley jednak odmówił, pragnąc skoncentrować się na studiach.
Był bardzo aktywnym członkiem Izby Lordów. Często zabierał głos w debatach i wnosił poprawki do projektów ustaw, szczególnie do ustawy o zakazie wywozu z kraju cennych manuskryptów. Po reformie rządu Tony'ego Blaira w 1999 r. został usunięty z Izby. W 1985 r. został wybrany wicekanclerzem Międzynarodowej Ligi Monarchistycznej. Jest również prezesem Stowarzyszenia Monarchii Konstytucyjnej.
Już od lat 70. jest aktywnym członkiem Coservative Monday Club, którego jest obecnie przewodniczącym. Był również wiceprzewodniczącym Western Goals Institute i 26 września 1989 podejmował kolacją w imieniu WGI prezydenta Salwadoru Alfredo Cristianiego1. Jest patronem Bancruptsy Assocation oraz Stowarzyszenia Modlitewnika Powszechnego (wypowiadał się w Izbie Lordów przeciwko zmianom w Modlitewniku proponowanym przez niektórych biskupów). Jest również wykładowcą na Uniwersytecie w Bristolu i członkiem Londyńskiego Towarzystwa Starożytności.
2 czerwca 2006 r. lord Sudeley wywołał skandal, kiedy The Times zacytował jego słowa, że Hitler zrobił wiele by zagonić wszystkich do pracy. Uważa się, że te słowa mogą pogrzebać nadzieje Conservative Monday Club na porozumienie z Partią Konserwatywną (w 2001 r. ówczesny lider Konserwatystów Iain Duncan Smith publicznie zdystansował siebie i swoją partię od CMC).
Lord Sudeley interesuje się historią, polityką i legislacją. Był dwukrotnie żonaty, ale z żadnego związku nie doczekał się potomstwa.

## Publikacje
- Lords Reform - Why Tamper with the House of Lords, Monday Club publication, 1979
- A Guide to Hailes Church, Gloucester, 1980, ISBN 0-7140-2058-3
- The Role of Hereditary in Politics, The Monarchist nr 60, Norwich, styczeń 1982
- Becket's Murderer - William de Tracy, Family History magazine nr 97, Canterbury, sierpień 1983
- eseje w The Sudeleys - Lords of Toddington, opublikowane przez Manorial Society of Great Britain, Londyn, 1987
- The Preservation of The House of Lords, Monday Club, Londyn, 1991